# Resident Evil 4
Resident Evil 4 (in Japan: Biohazard 4, バイオハザード4, Baiohazādo Fō) is een third-person shooter, gepubliceerd en ontwikkeld door Capcom. Het is het zesde spel in de Resident Evil-serie. Het werd uitgebracht in Noord-Amerika op 11 januari 2005 voor de Nintendo GameCube, in Japan op 27 januari 2005 en in Europa op 18 maart 2005. Het spel is later uitgebracht voor de PlayStation 2 in oktober 2005, voor de PC in maart 2007 en voor de Wii in juni 2007.
Resident Evil 4 heeft talrijke Game of the Year-prijzen gewonnen.

## Verhaal
In 2004 zijn de geheime activiteiten van de Umbrella Corporation binnen Raccoon City een publieke zaak geworden. Tijdens een onderzoek, geleid door de VS-regering, zijn verscheidene Umbrella ambtenaren ondervraagd. De regering heeft Umbrella opgeschort, waardoor de organisatie failliet is geraakt.
Leon Scott Kennedy, een van de weinige overlevenden van het Raccoon City incident en vroegere politie-agent van Raccoon City, is gerekruteerd door de VS geheime dienst, nadat men had ontdekt wat Leon had gedaan in Raccoon City. Leon wordt op een missie gestuurd om Ashley Graham, de dochter van de president te gaan redden nadat ze ontvoerd werd door een mysterieuze sekte. Leon reist naar een dorp in Spanje, waar hij een groep onhandelbare dorpsbewoners tegenkomt die hun leven verpand hebben aan de Los Illuminados, de sekte die Ashley gekidnapt heeft.
Tijdens de missie wordt Leon herenigd met Ada Wong, een vrouw die hij ontmoet heeft in Resident Evil 2, samen met Jack Krauser, een van Leon zijn kameraden tijdens zijn training, die dood werd gewaand. Hij ontmoet ook nog Luis Sera, een vroegere Los Illuminados onderzoeker, die Leon helpt tijdens zijn opdracht. Hij wordt later vermoord door Osmund Saddler, de leider van Los Illuminados. Door het lezen van Luis zijn briefjes die hij heeft achtergelaten in verschillende locaties, ontdekt Leon dat Los Illuminados controle hebben gekregen over hun onderdanen door gedachtecontrolerende parasieten, bekend als de Las Plagas in hun lichamen te implanteren.
Nadat Saddler heeft ontdekt dat Leon Ashley heeft gered, geeft hij de opdracht aan zijn ganados Ashley terug te krijgen. Na het verslaan van de baas van het dorpje, Bitorez Mendez, nemen Leon en Ashley hun toevlucht in een kasteel van de plaatselijke kasteelheer Ramon Salazar. Een verrassingsaanval door een van de insecten in dit kasteel zorgt ervoor dat Ashley weer gevangen genomen wordt. Daarom moet Leon naar een militaire basis reizen op een nabijgelegen eiland waar Ashley mee naartoe genomen is, nadat hij Salazar verslagen heeft. Na vele aanvallen van Saddlers handlangers kan Leon Ashley redden en Saddler verslaan met behulp van Ada. Leon verkrijgt van Saddler een proefbuis waarin het monster (specimen) zit van Las Plagas. Ada richt daarop haar pistool naar zijn hoofd en forceert Leon het aan haar te geven. Ze ontsnapt dan van het eiland met behulp van een helikopter. Leon en Ashley ontsnappen met een jetski.

## Gameplay
Het mechanisme is volledig gerenoveerd voor snellere besturing en gevechten met de dorpsbewoners en andere vijanden in grote open plaatsen. Dit gecombineerd met een overvloed van ammunitie en helende voorwerpen geeft als resultaat een andere gameplay dan andere Resident Evil spellen. Vorige titels waren gefocust op exploratie en zuinig omgaan met ammunitie.

### Veranderingen
De hoofdvijanden zijn door parasieten gecontroleerde mensen verwezen naar "Los Ganados"(Spaans voor menigte). Slimmer en vlugger dan de zombies van de vorige titels, Ganados zijn een heel ander soort van vijand. Deze nieuwe vijanden kunnen aanvallen ontwijken, kunnen wapens zoals hooivorken en sikkels gebruiken, kunnen met elkaar communiceren. Ooit simpele boeren, zijn deze Ganados het product van het virus de Las Plagas.
Resident Evil 4 heeft ook een verandering in de inventaris en camera hoek gemaakt en hoe je je personage bestuurt. Normaal blijft de camera achter je speler. De camera zoomt over de schouder in als je richt met je geweer, en projectiel wapens hebben een laser om beter te kunnen richten. Dit kenmerk was weggehaald in de Wii versie om beter te kunnen omgaan met de Wii Remote.
De laser geeft de speler een ongekende controle in hun aanvallen. In vorige Resident Evil games kon je alleen maar omhoog en omlaag richten, Resident Evil 4 breidt die aanzienlijk uit. Vijanden reageren verschillend afhankelijk van waar de kogel hun raakt. Bijvoorbeeld: een shot in de arm kan de vijand zijn wapen laten vallen terwijl een shot in de knie hun op de grond kan laten vallen. Je kunt ook meer kogels vinden dan in de vorige titels omdat sommige vijanden kogels achterlaten wanneer ze verslagen zijn. Je kunt wapens kopen en verbeteren bij een reizende handelaar met Peseta.

### Inventaris
De manier waarop je je voorwerpen beheert is ook veranderd. Terwijl je in de vorige spellen maar een gelimiteerd aantal voorwerpen kon dragen is Resident Evil 4 gebaseerd op een koffer met een rooster waarin elk voorwerp een paar vierkanten vult. De capaciteit van dit rooster kan vergroot worden door een grotere koffer te kopen. Sleutels en andere voorwerpen die nodig zijn om puzzels op te lossen hebben nu een apart plaatsje. De helende "herbs" zijn ook terug.

### Wapens
Resident Evil 4 heeft een verschillende wapens elk met zijn voor-en nadelen. Een groot doel van het spel was om meer wapens te hebben, GamePro en Game Over Online Magazine hebben ze hiervoor gecomplimenteerd. Er is nu meer ammunitie waardoor het spel meer actie georiënteerd is.

### Context-sensitive
Nog een nieuw aspect van Resident Evil 4 zijn de Context-sensitive momenten. Op sommige momenten kan de speler ladders neerschoppen, uit ramen springen of aanvallen ontwijken. Er zijn ook cut-scenes waar de speler op knoppen moet drukken om te overleven. In Wii versie moet je soms de Wii Remote schudden om deze context-sensitive momenten uit te voeren.

## Exclusiviteiten
Capcom voegde nieuwe inhoud toe voor de PlayStation 2, en later voor de Wii en Windows versies.
- Separate Ways, een minigame met vijf hoofdstukken. Het gaat over Ada Wong en haar relatie met Albert Wesker.
- Ada's Report, een documentaire met vijf delen die Ada's relatie met Wesker analyseert. Spelers kunnen porties van deze documentaire vrijspelen door Separate Ways te spelen.
- Nieuwe kostuums, Leon draagt een politie-uniform, Ashley een pop-star kostuum, en Leon kan een maffia-outfit dragen van de jaren dertig en Ashley kan een onverwoestbaar harnas dragen.
- P.R.L. 412 (Plage Removal Laser), een laser dat gebruikt kan worden om vijanden te vermoorden of tijdelijk te verblinden. Spelers kunnen dit vrijspelen door de "Professional" moeilijkheidsgraad uit te spelen. Dit wapen heeft alleen effect op mensen die geïnfecteerd zijn met de Las Plagas.
- Movie Browser, hiermee kan de speler alle filmpjes bekijken die ze hebben vrijgespeeld.
- Amateur mode, een makkelijkere moeilijkheidsgraad. Dit is exclusief voor de Japanse en de pc-versie.

## Mobiele telefoon-versie
De mobiele versie van Resident Evil 4 is uitgebracht in Japan op 1 februari 2008. Verschillen van het originele is dat het verhaal onderverdeeld is in secties.

## Ontvangst
| Game                                 | GameRankings                          |  | Metacritic                |
| ------------------------------------ | ------------------------------------- |  | ------------------------- |
| Resident Evil 4                      | (NGC) 95,83% (PS2) 95,85% (pc) 74,24% |  | (NGC) 96 (PS2) 96 (pc) 76 |
| Resident Evil 4: Wii Edition         | (Wii) 91,59%                          |  | (Wii) 91                  |
| Resident Evil 4: PLATINUM            | (iOS) 80,00%                          |  |                           |
| Resident Evil 4 HD                   | (PS3) 85,18% (X360) 86,97% (PS4°)     |  | (PS3) 84 (X360) 84        |
| Resident Evil 4: Ultimate HD Edition | (pc) 82,50%                           |  | (pc) 79                   |

## Trivia
- Het spel is opgenomen in het boek 1001 Video Games You Must Play Before You Die van Tony Mott.